# Campeonato Mundial de Natação em Piscina Curta de 2010 - 50 m peito feminino
A prova dos 50 metros nado peito feminino do Campeonato Mundial de Natação em Piscina Curta de 2010 foi disputado entre 15 e 16 de dezembro em Dubai nos Emirados Árabes Unidos.

## Recordes
Antes desta competição, os recordes mundiais e do campeonato nesta prova eram os seguintes:
|    | Nome          | Nacionalidade  | Tempo (segundo) | Local      | Data                   |
| -- | ------------- | -------------- | --------------- | ---------- | ---------------------- |
| WR | Jessica Hardy | Estados Unidos | 28.80           | Berlim     | 15 de novembro de 2009 |
| CR | Jessica Hardy | Estados Unidos | 29.58           | Manchester | 10 de abril de 2008    |

## Medalhistas
| Ouro               | Prata                 | Bronze         |
| Rebecca Soni (USA) | Leiston Pickett (AUS) | Zhao Jin (CHN) |

## Resultados

### Eliminatórias
As eliminatórias ocorreram dia 15 de dezembro. Dezesseis atletas num total de 64 se classificaram  para a semifinal.
| Colocação | Bateria | Raia | Nome                            | Tempo | Notas |
| --------- | ------- | ---- | ------------------------------- | ----- | ----- |
| 1         | 6       | 5    | Yuliya Yefimova (RUS)           | 30.10 | Q     |
| 2         | 6       | 4    | Rebecca Soni (USA)              | 30.11 | Q     |
| 3         | 6       | 3    | Leiston Pickett (AUS)           | 30.30 | Q     |
| 4         | 8       | 5    | Jane Trepp (EST)                | 30.36 | Q     |
| 5         | 6       | 2    | Zhao Jin (CHN)                  | 30.41 | Q     |
| 6         | 5       | 2    | Alia Atkinson (JAM)             | 30.44 | Q     |
| 7         | 6       | 6    | Sarah Katsoulis (AUS)           | 30.50 | Q     |
| 8         | 7       | 5    | Jennie Johansson (SWE)          | 30.57 | Q     |
| 9         | 8       | 6    | Dorothea Brandt (GER)           | 30.58 | Q     |
| 10        | 1       | 8    | Wang Randi (CHN)                | 30.73 | Q     |
| 11        | 7       | 4    | Moniek Nijhuis (NED)            | 30.79 | Q     |
| 12        | 8       | 8    | Hrafnhildur Luthersdottir (ISL) | 30.97 | Q     |
| 13        | 8       | 3    | Rikke Pedersen (DEN)            | 31.08 | Q     |
| 14        | 8       | 2    | Amanda Reason (CAN)             | 31.14 | Q     |
| 15        | 7       | 2    | Petra Chocova (CZE)             | 31.18 | Q     |
| 16        | 7       | 3    | Katharina Stiberg (NOR)         | 31.30 | Q     |
| 17        | 7       | 8    | Tatiane Sakemi (BRA)            | 31.38 |       |
| 18        | 7       | 1    | Stéphanie Spahn (SUI)           | 31.52 |       |
| 19        | 6       | 1    | Caroline Reitshammer (AUT)      | 31.58 |       |
| 20        | 8       | 4    | Mina Matsushima (JPN)           | 31.61 |       |
| 21        | 8       | 7    | Micah Lawrence (USA)            | 31.62 |       |
| 22        | 7       | 6    | Daria Deyeva (RUS)              | 31.63 |       |
| 23        | 6       | 7    | Annamay Pierse (CAN)            | 31.67 |       |
| 24        | 4       | 2    | Sara El Bekri (MAR)             | 31.85 |       |
| 25        | 8       | 1    | Chiara Boggiatto (ITA)          | 31.86 |       |
| 26        | 5       | 6    | Julyana Kury (BRA)              | 31.94 |       |
| 27        | 5       | 5    | Tjasa Vozel (SLO)               | 31.96 |       |
| 28        | 5       | 3    | Dilara Buse Gunaydin (TUR)      | 31.97 |       |
| 29        | 5       | 1    | Danielle Beaudrun (LCA)         | 32.01 |       |
| 30        | 6       | 8    | Svetlana Khokhlova (BLR)        | 32.08 |       |
| 31        | 7       | 7    | Kong Yvette Man Yi (HKG)        | 32.10 |       |
| 32        | 4       | 3    | Anastasia Christoforou (CYP)    | 32.27 |       |
| 32        | 5       | 7    | Agustina de Giovanni (ARG)      | 32.27 |       |
| 34        | 4       | 5    | Rie Kaneto (JPN)                | 32.34 |       |
| 35        | 5       | 4    | Chen I-Chuan (TPE)              | 32.37 |       |
| 36        | 4       | 1    | Daniela Victoria (VEN)          | 32.67 |       |
| 37        | 4       | 4    | Henriette Brekke (NOR)          | 32.81 |       |
| 38        | 4       | 7    | Lei On Kei (MAC)                | 32.90 |       |
| 39        | 5       | 8    | Thi Hue Pham (VIE)              | 33.83 |       |
| 40        | 3       | 4    | Daniela Lindemeier (NAM)        | 33.85 |       |
| 41        | 3       | 5    | Melinda Sue Micallef (MLT)      | 34.57 |       |
| 42        | 3       | 3    | Micaela Cloete (NAM)            | 34.94 |       |
| 43        | 1       | 7    | Sin Jin Hui (PRK)               | 35.08 |       |
| 44        | 4       | 8    | Maxine Heard (ZIM)              | 35.11 |       |
| 45        | 3       | 8    | Amanda Liew (BRU)               | 35.21 |       |
| 46        | 3       | 7    | Pilar Shimizu (GUM)             | 35.25 |       |
| 47        | 3       | 1    | Miss Mahfuza Khatun (BAN)       | 35.32 |       |
| 48        | 3       | 2    | Dalia Torrez (NCA)              | 35.76 |       |
| 49        | 2       | 4    | Jamila Lunkuse (UGA)            | 36.51 |       |
| 50        | 3       | 6    | Rachael Tonjor (NGR)            | 36.70 |       |
| 51        | 4       | 6    | Sehar Saleh (KEN)               | 36.89 |       |
| 52        | 2       | 5    | Cheyenne Rova (FIJ)             | 37.52 |       |
| 53        | 2       | 1    | Mariam Foum (TAN)               | 38.13 |       |
| 54        | 2       | 7    | Diala Awad (PLE)                | 38.25 |       |
| 55        | 2       | 2    | Anum Bandey (PAK)               | 38.28 |       |
| 56        | 2       | 6    | Sonia Cege (KEN)                | 38.60 |       |
| 57        | 2       | 3    | Vitiny Hemthon (CAM)            | 39.03 |       |
| 58        | 2       | 8    | Patricia Cani (ALB)             | 39.82 |       |
| 59        | 1       | 6    | Celeste Brown (COK)             | 40.67 |       |
| 60        | 1       | 2    | Angelika Sita Ouedraogo (BUR)   | 42.51 |       |
| 61        | 1       | 4    | Khulan Enkhjargal (MGL)         | 42.62 |       |
| -         | 1       | 1    | Ophelia Swyne (GHA)             | DNS   |       |
| -         | 1       | 3    | Chaemel Morgane Sogbadji (BEN)  | DSQ   |       |
| -         | 1       | 5    | Ann-Marie Hepler (MHL)          | DSQ   |       |

### Semifinal
A semifinal  ocorreu dia 18 de dezembro. Oito competidores se classificaram para a final. 
Semifinal 1
| Colocação | Raia | Nome                            | Tempo | Notas |
| --------- | ---- | ------------------------------- | ----- | ----- |
| 1         | 4    | Rebecca Soni (USA)              | 30.00 | Q     |
| 2         | 3    | Alia Atkinson (JAM)             | 30.19 | Q     |
| 3         | 2    | Wang Randi (CHN)                | 30.44 | Q     |
| 4         | 6    | Jennie Johansson (SWE)          | 30.56 |       |
| 5         | 5    | Jane Trepp (EST)                | 30.61 |       |
| 6         | 1    | Amanda Reason (CAN)             | 30.71 |       |
| 7         | 7    | Hrafnhildur Luthersdottir (ISL) | 30.82 |       |
| 8         | 8    | Katharina Stiberg (NOR)         | 31.11 |       |

Semifinal 2
| Colocação | Raia | Nome                  | Tempo | Notas |
| --------- | ---- | --------------------- | ----- | ----- |
| 1         | 3    | Zhao Jin (CHN)        | 29.96 | Q     |
| 2         | 5    | Leiston Pickett (AUS) | 29.98 | Q     |
| 3         | 4    | Yuliya Yefimova (RUS) | 30.16 | Q     |
| 4         | 2    | Dorothea Brandt (GER) | 30.39 | Q     |
| 5         | 6    | Sarah Katsoulis (AUS) | 30.46 | Q     |
| 6         | 7    | Moniek Nijhuis (NED)  | 30.56 |       |
| 7         | 1    | Rikke Pedersen (DEN)  | 30.65 |       |
| 8         | 8    | Petra Chocova (CZE)   | 30.98 |       |

### Final
A final teve sua disputa realizada em 16 de dezembro.
| Colocação         | Raia | Nome                  | Tempo | Notas |
| ----------------- | ---- | --------------------- | ----- | ----- |
| Medalha de ouro   | 3    | Rebecca Soni (USA)    | 29.83 |       |
| Medalha de prata  | 5    | Leiston Pickett (AUS) | 29.84 |       |
| Medalha de bronze | 4    | Zhao Jin (CHN)        | 29.90 |       |
| 4                 | 6    | Yuliya Yefimova (RUS) | 29.99 |       |
| 5                 | 7    | Dorothea Brandt (GER) | 30.19 |       |
| 6                 | 2    | Alia Atkinson (JAM)   | 30.22 |       |
| 7                 | 1    | Wang Randi (CHN)      | 30.26 |       |
| 8                 | 8    | Sarah Katsoulis (AUS) | 30.34 |       |

Legenda
| Recorde mundial       | Recorde mundial (World record)               |                       | Recorde africano                      | Recorde africano (African) |                                           | Q | Classificado por posição (Qualified) |
| Recorde do campeonato | Recorde do campeonato (Championship record)  | Recorde da América    | Recorde da América (Americas)         | q                          | Classificado por melhor tempo (Qualified) |   |                                      |
| Melhor marca do ano   | Melhor marca do ano (World leading)          | Recorde asiático      | Recorde asiático (Asian)              | DNS                        | Não largou (Did not start)                |   |                                      |
| Recorde nacional      | Recorde nacional (National record)           | Recorde europeu       | Recorde europeu (European)            | DNF                        | Não terminou (Did not finish)             |   |                                      |
| Recorde pessoal       | Recorde pessoal do atleta (Personal best)    | Recorde da Oceania    | Recorde da Oceania (Oceania)          | DSQ / DQ                   | Desclassificado (Disqualified)            |   |                                      |
| Recorde da temporada  | Recorde da temporada do atleta (Season best) | Recorde sul-americano | Recorde sul-americano (South America) | NM                         | Sem marca (No mark)                       |   |                                      |